# Cantó de Villenauxe-la-Grande
El cantó de Villenauxe-la-Grande és un antic cantó francès del departament de l'Aube, situat al districte de Nogent-sur-Seine. Té 7 municipis i el cap és Villenauxe-la-Grande. Va desaparèixer el 2015.

## Municipis
- Barbuise
- Montpothier
- Périgny-la-Rose
- Plessis-Barbuise
- La Saulsotte
- La Villeneuve-au-Châtelot
- Villenauxe-la-Grande

## Història
| Data d'elecció                           | Identitat            | Partit          | Qualitat |
| ---------------------------------------- | -------------------- | --------------- | -------- |
| 1945-1949                                | Gaston Rolle         | radical         |          |
| 1949-1979                                | Marcel Delahaye      | RI, després UDF |          |
| 1979-2004                                | Jean-Michel Chevrier | PS              |          |
| 2004-2015                                | Christophe Dham      | Divers droite   |          |
| les dades anteriors no són pas conegudes |                      |                 |          |
|                                          |                      |                 |          |

## Demografia
| A partir de 1990: Població sense dobles comptes |